# Spartina densiflora
Spartina densiflora là một loài thực vật có hoa trong họ Hòa thảo. Loài này được Brongn. miêu tả khoa học đầu tiên năm 1829.

## Hình ảnh

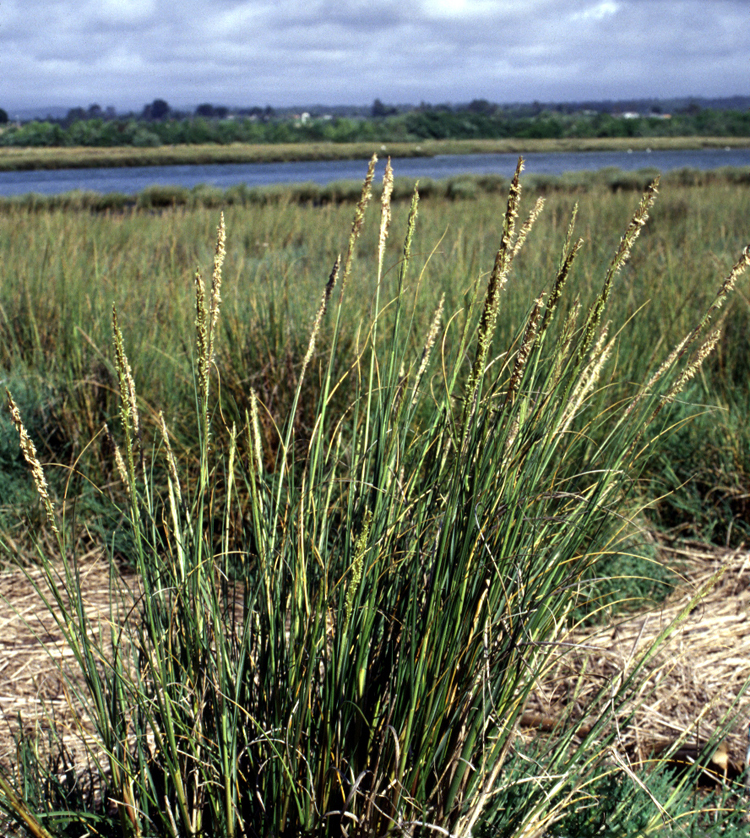